# Apsopelix
Apsopelix è un genere di pesci ossei estinto, appartenente ai crossognatiformi. Visse nel Cretaceo superiore (Turoniano, circa 90 - 94 milioni di anni fa) e i suoi resti fossili sono stati ritrovati in Nordamerica, Europa e Asia.

## Descrizione
Solitamente questo pesce non superava di molto i 30 centimetri di lunghezza, e possedeva un corpo slanciato. La testa era allungata e fornita di un muso appuntito e occhi piccoli. La pinna dorsale, di forma triangolare, era posta a circa metà del corpo e pressoché opposta alle pinne pelviche, di forma appuntita. La pinna anale era bassa, dotata di una base larga e posta nella parte posteriore del corpo. Le pinne pettorali erano lunghe e strette, mentre la pinna caudale era profondamente biforcata e dotata di due lobi larghi. Le scaglie erano di forma romboidale. 

## Classificazione
Apsopelix è un membro dei crossognatiformi, un gruppo di pesci teleostei tipici del Mesozoico; in particolare, sembra che il più stretto parente di Apsopelix fosse Crossognathus, leggermente più antico; entrambi questi generi sono stati classificati nella famiglia Crossognathidae. 

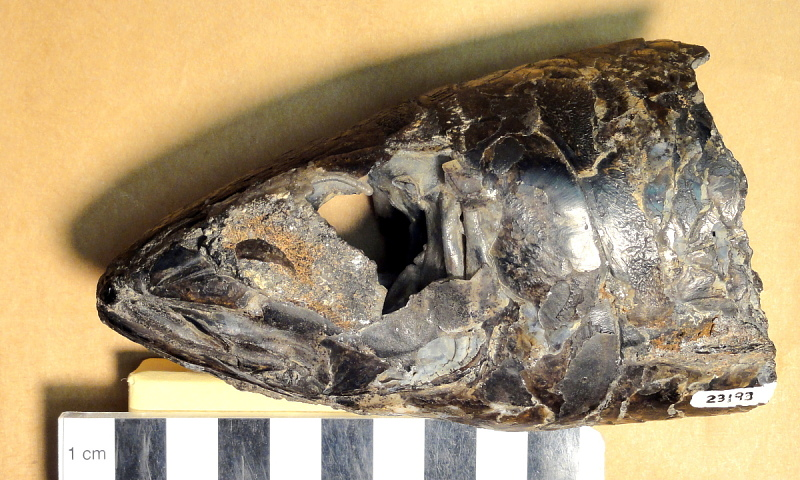
Fossile di Apsopelix berycinus

Il genere Apsopelix venne descritto per la prima volta da Edward Drinker Cope nel 1871, sulla base di resti fossili ritrovati in Kansas; la specie tipo è Apsopelix sauriformis. A questo genere sono state ascritte anche altre specie, come A. anglicus dell'Europa e del Nordamerica, A. agilis e A. berycinus del Nordamerica e A. miyazakii del Giappone. Una specie risalente al Cretaceo inferiore (A. berlinensis), conosciuta solo per otoliti e di dubbia attribuzione, è stata ritrovata in Germania e in Israele.

## Paleoecologia

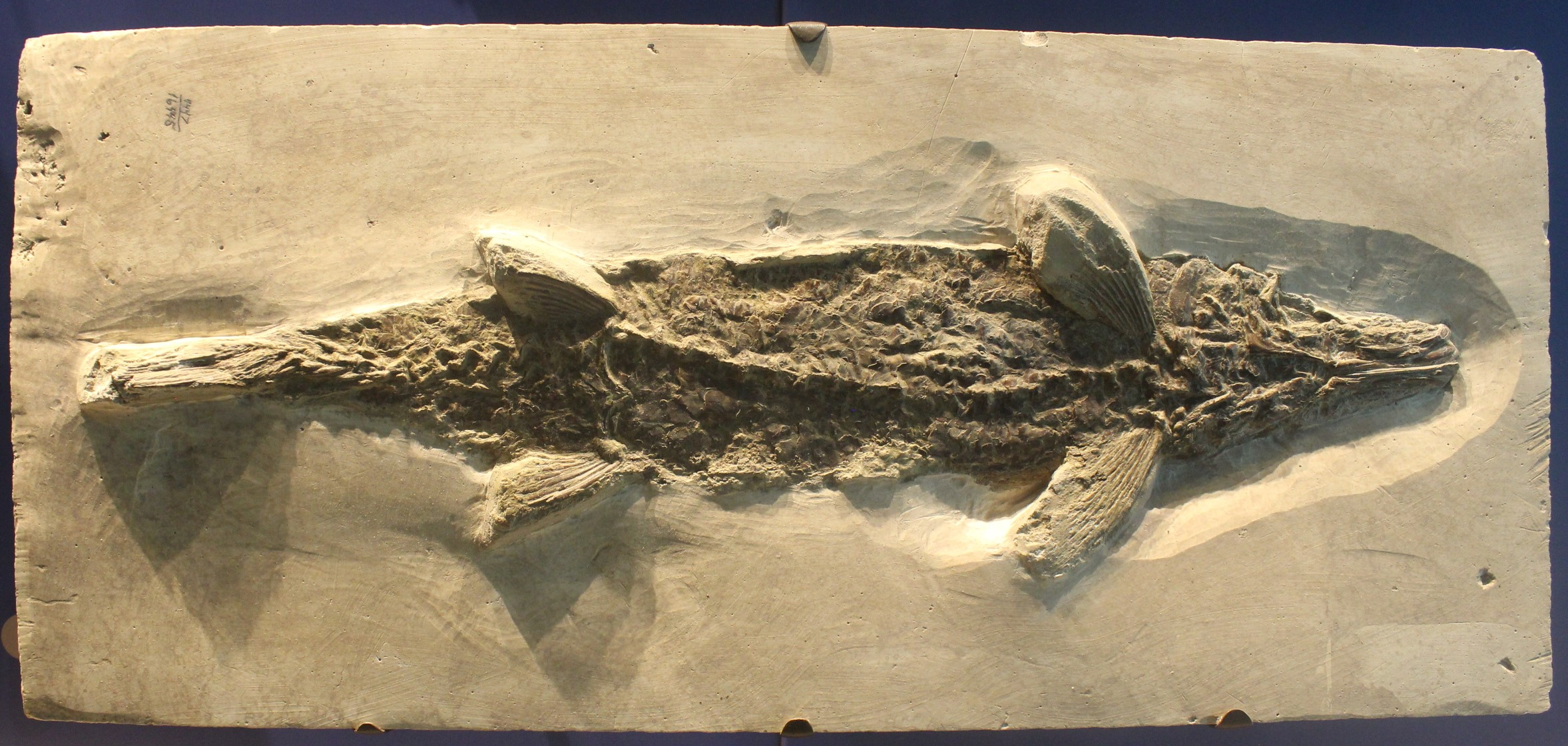
Fossile di Apsopelix anglicus

Apsopelix era probabilmente un pesce gregario ce si cibava di piccole prede nelle acque calde e basse dei mari del Cretaceo.